# Oncostemum humblotii
Oncostemum humblotii är en viveväxtart som beskrevs av Carl Christian Mez. Oncostemum humblotii ingår i släktet Oncostemum och familjen viveväxter. Inga underarter finns listade i Catalogue of Life.